# Lohengelb oder Die Jungfrau von Dragant
.
Lohengelb oder Die Jungfrau von Dragant ist eine Operette in drei Akten, die sich als Parodie des Lohengrin von Richard Wagner präsentiert. Die Musik stammt von Franz von Suppè; das Libretto von Karl Costa und Moritz Anton Grandjean.
Die Operette geht auf eine Lohengrin Parodie von Johann Nepomuk Nestroy zurück (1801–1862) namens „Oper der Zukunft, Lohengrin“ (1859). Dessen Metier war die Wiener Volkskommödie, die Posse. Und wie schon dieser der Meinung war, man könne Wagners bedeutungsvollen Sagenstoff am besten den Spiegel des Gegenteils, nämlich der Posse, entgegenhalten, so waren es wohl auch die Autoren dieser „burlesken Operette“. Possenhaft ist dann die harmlose Verballhornung des im Übrigen fast originalgetreu nacherzählten Opernstoffes.
Da der Inhalt der Operette weitgehend mit Nestroys Vorlage identisch ist, ja sogar die in Versen gefassten Dialoge wurden größtenteils übernommen, kann man sich über die Handlung am besten auf dieser Seite ein Bild machen.
Ein paar Unterschiede gibt es dann doch: Lohengrin heißt in der Operette Lohengelb, Mordigall nimmt bei seinem Anschlag noch den Ritter Hagen und zwei Raubritter mit, am Schluss erscheint der gute Geist Grall (aus dem Gral wir ein Geist mit ähnlich klingendem Namen), Gertrude wird gebessert, Mordigall wird wieder zum Leben erweckt, bekommt aber einen neuen Kopf, mit dem er nicht mehr hetzen kann und der Grall löst Lohengelbs Schwur, so dass er bei Elsa bleiben darf.
Die Operette ist keinesfalls mit Offenbachs legendären Persiflagen auf antike Sagenstoffe, welche die Geschehnisse nahezu auf den Kopf stellen, zu vergleichen. Das bemängelte auch schon die zeitgenössische Presse an Nestroys Original: „Der Gang der Handlung ist durchgängig der der Wagnerschen Oper. Es finden sich […] weder die Motive noch die Handlung der Oper auf den Kopf gestellt.“
Die Operette führte ursprünglich nicht den Namen „Lohengelb“ im Titel, sondern hieß nur „Die Jungfrau von Dragant“.

## Musik
Die zeitgenössische Presse nennt die Musik u. a.  „eine harmlose, lustige Possenmusik, die aber einige kostbare Nummern aufweist.“ Und weiter wird konstatiert „Reminiszenzen an Lohengrin kommen bezüglich der Melodien gar nich vor, nur in der Instrumentation ist Einiges nicht übel kopiert.“
Als ergötzliche Nummern werden zumeist genannt:
- Das Duett Elsa-Gertrud, welches mit einem Alpenjauchzer exemplarisch die Umsetzung des Stoffes durch die Autoren repräsentiert
- Das Banditenterzett, „ein effektvolles Meisterstück komischer Musik“[4]
- Das Couplet des „Hin- und Herrufers“
- Die Gralserzählung, welche auf das Köstlichste das Original persifliert
- Das als Liebeswalzer bekannt gewordene Walzerlied, in welchem Strauß‘sche Walzerketten parodiert werden und der Chor die Orchesterstimmen imitiert.

Zu den weiteren bemerkenswerten Nummern zählen:
- Der Klagegesang der Brautjungfern
- Das Duett Elsa/Lohengelb, das durch seine komplexe Struktur auf Offenbach verweist
- Das Finale II mit seinem pathetischen Hochzeitsmarsch

Es sind diese Nummern, welche Teile der Handlung zumindest über die Musik auf den Kopf stellen. Einer der Kritiken, dass Suppè das parodistische Talent eines Carl Binder fehle, welcher die ursprüngliche Musik zu Nestroys Posse geschrieben hatte, ist unfair. Vergleiche von Binders Musik zu
Nestroys „Tannhäuser“ Parodie, die von der Presse besser bewertet wurde als die zu Lohengrin, lassen keinesfalls eine Steigerung zu Suppés köstlichen Einfällen erkennen. Zudem kann man Suppè zugutehalten, dass er es sich bei den „harmloseren“ Nummern nicht zu leicht gemacht hat, die stets mit opernhaften Strukturen, wie z. B. polyphonen Ensemble- und Chorgesängen daherkommen.
Allerdings kann man der Kritik, dass der Humor für die Parodie eines ganzen Theaterabends nicht ausreiche, zustimmen. Eine Kürzung auf einen Akt könnte der Geschichte gut tun.
Es gibt eine CD, die auf einer für den Funk bearbeiteten konzertanten Aufführung durch den WDR basiert (siehe Einspielungen 1).
Der Liebeswalzer aus dem Stück wurde auf dem Album von Suppè Marches, Waltzes, Polkas veröffentlicht.

## Anmerkung
Das Stück wurde 1984 in der Wiener Kammeroper aufgeführt, von Fritz Muliar inszeniert und vom Österreichischen Fernsehen ORF aufgezeichnet. Das Libretto wurde von Kurt Huemer bearbeitet und die Pointen des Stückes in die Zeit von 1984 transferiert. In dieser Bearbeitung wurden dann des Öfteren Originalzitate von Wagners Musik eingestreut, dafür gab es erhebliche Striche an der Originalmusik. Leider fielen diesen Strichen fast alle der oben angeführten „köstlichen Nummern“ zum Opfer und es blieben nur mehr die „harmlosen, lustigen Possenstücke“ übrig. Quasi als Entschädigung wurden im Finale fast sämtliche bekannten Stücke aus Suppés Werken zitiert.
Das Stück wurde in Wien mit folgender Besetzung aufgeführt: Erich Padalewski (als Landvogt), Reinhard Brussmann (als Lohengelb), Josef Luftensteiner (als Mordigall), René Rumpold (als Ruaferl), Katharina Dau (als Gertrud), Sabine Rössert (als Elsa).
1988 fertigte der WDR eine weitere Fassung des Stückes als Rundfunk-Produktion an. Diese Version entspricht eher dem Original. (Siehe Einspielungen 1).

## Tonträger
1. Franz von Suppè Lohengelb, Gesamtaufnahme, HAfG, Chor und Orchester des WDR, Jan Stulen
2. Franz von Suppè Marches – Waltzes – Polkas, Liebeswalzer, Marco Polo, Slovac Philharmonica Orchestra, Christian Pollack